# Holoparamecus truquii
Holoparamecus truquii is een keversoort uit de familie zwamkevers (Endomychidae). De wetenschappelijke naam van de soort werd in 1861 gepubliceerd door Flaminio Baudi di Selve.